# Amicroterys
Amicroterys is een geslacht van vliesvleugeligen uit de familie Encyrtidae. De wetenschappelijke naam van dit geslacht is voor het eerst geldig gepubliceerd in 1983 door Myartseva.

## Soorten
Het geslacht Amicroterys omvat de volgende soorten:
- Amicroterys asiaticus Myartseva, 1983
- Amicroterys jugoslavicus (Hoffer, 1976)
- Amicroterys kozlovi Myartseva, 1983
- Amicroterys tatricus (Hoffer, 1958)